# Welsh Open 2020
Il Welsh Open 2020 è il ventesimo evento della stagione 2019-2020 di snooker ed è la 29ª edizione di questo torneo che si è disputato dal 10 al 16 febbraio 2020 a Cardiff in Galles.
È il quarto ed ultimo torneo stagionale dell'Home Nations Series.
Il World Snooker Tour e la World Professional Billiards and Snooker Association decidono di donare £1.000 per ogni    "centone" realizzato (77) e un minimo di £50.000 per aiutare la Cina nella lotta al Coronavirus.
L'11 febbraio 2020 Kyren Wilson ha realizzato il suo secondo 147 in carriera contro Jackson Page.
1° Welsh Open, 1º torneo Home Nations Series e 9º titolo Ranking per Shaun Murphy. L'inglese ha vinto il suo secondo torneo in stagione dopo il China Championship contro Mark Williams, di quattro finali disputate. Kyren Wilson non perdeva una finale di un titolo Ranking dall'English Open 2017.
Finale 2019: Neil Robertson è il campione in carica dopo aver battuto per 9-7 Stuart Bingham nella finale dello scorso anno in cui ha ottenuto il suo 2° successo in questo torneo e il 2° tra tutti i quattro titoli dell'Home Nations Series.

## Montepremi
- Vincitore: £70.000
- Finalista: £30.000
- Semifinalisti: £20.000
- Quarti di finale: £10.000
- Ottavi di finale: £7.500
- Sedicesimi di finale: £4.000
- Trentaduesimi di finale: £3.000
- Miglior Break della competizione: £5.000

## Tabellone delle qualificazioni
| Giocatore   | Giocatore     | Risultato |
| ----------- | ------------- | --------- |
| Gavin Lewis | Darren Morgan | 0 - 4     |

## Avvenimenti

### Sessantaquattresimi di finale
Il campione in carica Neil Robertson vince all'esordio, nel giorno del suo compleanno, 4-2 contro Jamie Clarke dopo uno svantaggio di 1-2. Ding Junhui vince il derby asiatico contro Marco Fu con lo stesso risultato, così come Mark Selby ai danni di David Grace e Matthew Stevens nella sfida a David Gilbert. Ashley Carty batte il favorito Joe Perry al frame decisivo, Ricky Walden sconfigge 4-0 Nigel Bond; stesso risultato viene imposto da Zhao Xintong contro il finalista del World Grand Prix, precedente torneo a questo, Graeme Dott. Fra gli altri favoriti passano: Ronnie O'Sullivan, John Higgins, Mark Williams, Judd Trump, Shaun Murphy e Mark Allen. Kyren Wilson batte Jackson Page in rimonta dal 2-3 al 4-3 dopo aver conquistato un 147 nel primo frame in una sola entrata al tavolo dopo il tiro d'apertura dell'avversario gallese. Simon Lichtenberg elimina a sorpresa il giocatore di casa Ryan Day, James Wattana vince la sfida tra i veterani contro Jimmy White e Ken Doherty batte 4-1 Mark King. In questo turno viene disputato uno degli incontri più lunghi su questo format ovvero quello tra Fergal O'Brien e Mark Joyce, quest'ultimo si porta avanti 0-3 ma l'irlandese riesce a recuperare a e forzare il decisivo in cui però, vince l'inglese per un totale di quasi 5 ore, senza pause, di gioco.

### Trentaduesimi di finale
Nei trentaduesimi Robertson fatica ma batte Joyce, Gerard Greene demolisce 4-0 Ali Carter, Ding supera il difficile ostacolo Ricky Walden, Selby sconfigge Chen Zifan. Ronnie O'Sullivan rimonta da uno svantaggio di 2-1 al 2-4 nei confronti di Stuart Carrington, Jack Lisowski vince al decisivo contro John Astley, Williams fatica a sua volta ma batte Jordan Brown, Tian Pengfei domina contro Barry Hawkins e vince 4-0 e Luca Brecel batte Scott Donaldson. John Higgins vince il match remake della finale del Campionato mondiale 1998 contro Ken Doherty. Judd Trump passa senza problemi, così come Mark Allen.

### Sedicesimi di finale
Ding Junhui batte Jimmy Robertson 4-1 e 4-0 di Kyren Wilson contro Martin O'Donnell. Buona prestazione di Andy Lee che perde solo 4-2 contro Mark Selby, Soheil Vahedi distrugge 4-0 Jack Lisowski, O'Sullivan batte Anthony Hamilton, Anthony McGill batte 4-1 il giocatore di casa Mark Williams. Yan Bingtao batte al decisivo Stuart Bingham. Al decisivo vincono anche Luca Brecel e Stephen Maguire. Robertson rimonta da 1-3 a 4-3 contro Noppon Saengkham, John Higgins vince contro Xiao Guodong, Allen perde contro Dominic Dale e Judd Trump batte Igor Figueiredo.

### Ottavi di finale
Neil Robertson e Ronnie O'Sullivan battono 4-0 rispettivamente Gerard Greene e Soheil Vahedi, Murphy vince 4-1 contro Dale, Higgins vince al decisivo contro Brecel e Kyren Wilson batte 4-2 Ding Junhui. Judd Trump vince 4-1 contro Stephen Maguire. Mark Selby trionfa contro Zhao Xintong.

### Quarti di finale
Nei quarti accadono molte sorprese: nel primo match O'Sullivan fa il vuoto contro Selby portandosi sul 4-0 alla pausa di metà sessione. Selby riesce poi a salvare la faccia vincendo un combattutissimo quinto frame, esultando anche ironicamente dopo aver imbucato la rosa decisiva. Il sesto ed ultimo frame si rivela altrettanto combattuto, con Ronnie O'Sullivan che ricaccia indietro Mark Selby trionfando 5-1. Successivamente Kyren Wilson batte un Neil Robertson stanco dalle ultime uscite consecutive per 5-0.
Nei match serali perdono entrambi i favoriti: Shaun Murphy rimane costantemente in vantaggio contro Judd Trump e riesce infine a vincere 5-3. Yan Bingtao domina la partita contro John Higgins portandosi prima 3-0 e poi 4-1. Lo scozzese, dopo aver vinto il sesto frame, manca poi l'occasione di portarsi sotto di un frame, perdendo in rimonta il settimo ed ultimo frame.

### Semifinali
Nella prima semifinale Ronnie O'Sullivan si porta prima sul 3-1 e poi sul 4-2 contro Kyren Wilson. Quest'ultimo riesce poi a salvare il match agganciando il connazionale. O'Sullivan conquista il nono frame, ma si fa recuperare e Wilson vince 6-5 al decisivo.
Sempre molto combattuta è l'altra sfida, tra Shaun Murphy e Yan Bingtao. Il cinese vince i primi due frames, perdendone poi quattro consecutivi. Murphy spreca poi il vantaggio andando sotto 5-4, ma riesce a forzare e vincere anche lui il decisivo a tarda notte.

### Finale
La finale prende subito la direzione di Shaun Murphy, che si porta sul 6-0 conquistando molti frame in rimonta. Wilson riesce a vincere il settimo frame ma frana ancora nell'ultimo frame della sessione andando sotto 7-1. Murphy riesce a chiudere la pratica velocemente portando a casa gli ultimi due frames e il "Ray Reardon Trophy".

## Fase a eliminazione diretta
| Sessantaquattresimi di finale | Trentaduesimi di finale | Sedicesimi di finale   | Ottavi di finale       | Quarti di finale       | Semifinali                | Finale                  |
| ----------------------------- | ----------------------- | ---------------------- | ---------------------- | ---------------------- | ------------------------- | ----------------------- |
| Al meglio dei 7 frames        | Al meglio dei 7 frames  | Al meglio dei 7 frames | Al meglio dei 7 frames | Al meglio dei 9 frames | Al meglio degli 11 frames | Al meglio dei 17 frames |

### Sessantaquattresimi di finale
| Giocatore          | Giocatore             | Risultato       |
| ------------------ | --------------------- | --------------- |
| Neil Robertson     | Jamie Clarke          | 4 - 2           |
| Fergal O'Brien     | Mark Joyce            | 3 - 4           |
| Noppon Saengkham   | Alan McManus          | 4 - 3           |
| Hammad Miah        | Alexander Ursenbacher | 2 - 4           |
| Ali Carter         | Adam Stefanow         | 4 - 2           |
| Gerard Greene      | Liang Wenbó           | 4 - 2           |
| Joe Perry          | Ashley Carty          | 3 - 4           |
| Daniel Wells       | Barry Pinches         | 4 - 2           |
| Yuan Sijun         | Thor Chuan Leong      | 4 - 0           |
| Jimmy Robertson    | Riley Parsons         | 4 - 0           |
| Nigel Bond         | Ricky Walden          | 0 - 4           |
| Ding Junhui        | Marco Fu              | 4 - 2           |
| Martin O'Donnell   | Andy Hicks            | 4 - 0           |
| Tom Ford           | Xu Si                 | 4 - 3           |
| Zhang Anda         | Liam Highfield        | 3 - 4           |
| Kyren Wilson       | Jackson Page          | 4 - 3           |
| Mark Selby         | David Grace           | 4 - 2           |
| Kurt Maflin        | Chen Zifan            | 3 - 4           |
| Matthew Selt       | Andy Lee              | 2 - 4           |
| Robbie Williams    | Chris Wakelin         | 4 - 1           |
| David Gilbert      | Matthew Stevens       | 2 - 4           |
| Brandon Sargeant   | Peter Ebdon           | 4 - 0 (Forfait) |
| Graeme Dott        | Zhao Xintong          | 0 - 4           |
| Lu Ning            | Louis Heathcote       | 3 - 4           |
| Si Jiahui          | Lei Peifan            | 4 - 1           |
| Thepchaiya Un-Nooh | Soheil Vahedi         | 2 - 4           |
| Lee Walker         | John Astley           | 2 - 4           |
| Jack Lisowski      | Li Hang               | 4 - 2           |
| Anthony Hamilton   | Michael White         | 4 - 3           |
| Lyu Haotian        | Kishan Hirani         | 4 - 0           |
| Stuart Carrington  | Mike Dunn             | 4 - 3           |
| Ronnie O'Sullivan  | Zhang Jiankang        | 4 - 1           |
| Mark Williams      | Oliver Lines          | 4 - 1           |
| Jordan Brown       | Alex Borg             | 4 - 1           |
| Anthony McGill     | Duane Jones           | 4 - 1           |
| Mei Xiwen          | Michael Georgiou      | 4 - 2           |
| Stuart Bingham     | Martin Gould          | 4 - 2           |
| Chen Feilong       | Sam Baird             | 4 - 3           |
| Yan Bingtao        | Michael Holt          | 4 - 0           |
| Mitchell Mann      | Bai Langning          | 4 - 1           |
| Luca Brecel        | Kacper Filipiak       | 4 - 1           |
| Scott Donaldson    | Sunny Akani           | 4 - 1           |
| Tian Pengfei       | Jamie O'Neill         | 4 - 2           |
| Barry Hawkins      | Sam Craigie           | 4 - 2           |
| Peter Lines        | Fan Zhengyi           | 1 - 4           |
| Xiao Guodong       | Fraser Patrick        | 4 - 1           |
| Mark King          | Ken Doherty           | 1 - 4           |
| John Higgins       | Joe O'Connor          | 4 - 1           |
| Mark Allen         | Andrew Higginson      | 4 - 1           |
| James Wattana      | Jimmy White           | 4 - 2           |
| Ryan Day           | Simon Lichtenberg     | 1 - 4           |
| David Lilley       | Dominic Dale          | 0 - 4           |
| Shaun Murphy       | Darren Morgan         | 4 - 0           |
| Alfie Burden       | Amiri Amine           | 4 - 0           |
| Zhou Yuelong       | Elliot Slessor        | 1 - 4           |
| Eden Sharav        | Ben Woollaston        | 1 - 4           |
| Jak Jones          | Robert Milkins        | 0 - 4           |
| Gary Wilson        | Chang Bingyu          | 4 - 1           |
| Ian Burns          | Harvey Chandler       | 4 - 1           |
| Stephen Maguire    | Rod Lawler            | 4 - 2           |
| Hossein Vafaei     | Igor Figueiredo       | 1 - 4           |
| Mark Davis         | Luo Honghao           | 4 - 1           |
| Craig Steadman     | Billy Joe Castle      | 2 - 4           |
| Judd Trump         | James Cahill          | 4 - 1           |

### Trentaduesimi di finale
| Giocatore         | Giocatore             | Risultato |
| ----------------- | --------------------- | --------- |
| Neil Robertson    | Mark Joyce            | 4 - 2     |
| Noppon Saengkham  | Alexander Ursenbacher | 4 - 1     |
| Ali Carter        | Gerard Greene         | 0 - 4     |
| Ashley Carty      | Daniel Wells          | 2 - 4     |
| Yuan Sijun        | Jimmy Robertson       | 2 - 4     |
| Ricky Walden      | Ding Junhui           | 1 - 4     |
| Martin O'Donnell  | Tom Ford              | 4 - 0     |
| Liam Highfield    | Kyren Wilson          | 2 - 4     |
| Mark Selby        | Chen Zifan            | 4 - 1     |
| Andy Lee          | Robbie Williams       | 4 - 3     |
| Matthew Stevens   | Brandon Sargeant      | 4 - 0     |
| Zhao Xintong      | Louis Heathcote       | 4 - 2     |
| Si Jiahui         | Soheil Vahedi         | 2 - 4     |
| John Astley       | Jack Lisowski         | 3 - 4     |
| Anthony Hamilton  | Lyu Haotian           | 4 - 3     |
| Stuart Carrington | Ronnie O'Sullivan     | 2 - 4     |
| Mark Williams     | Jordan Brown          | 4 - 2     |
| Anthony McGill    | Mei Xiwen             | 4 - 1     |
| Stuart Bingham    | Chen Feilong          | 4 - 1     |
| Yan Bingtao       | Mitchell Mann         | 4 - 0     |
| Luca Brecel       | Scott Donaldson       | 4 - 2     |
| Tian Pengfei      | Barry Hawkins         | 4 - 0     |
| Fan Zhengyi       | Xiao Guodong          | 0 - 4     |
| Ken Doherty       | John Higgins          | 1 - 4     |
| Mark Allen        | James Wattana         | 4 - 0     |
| Simon Lichtenberg | Dominic Dale          | 2 - 4     |
| Shaun Murphy      | Alfie Burden          | 4 - 3     |
| Elliot Slessor    | Ben Woollaston        | 2 - 4     |
| Robert Milkins    | Gary Wilson           | 4 - 1     |
| Ian Burns         | Stephen Maguire       | 3 - 4     |
| Igor Figueiredo   | Mark Davis            | 4 - 3     |
| Billy Joe Castle  | Judd Trump            | 0 - 4     |

### Sedicesimi di finale
| Giocatore        | Giocatore         | Risultato |
| ---------------- | ----------------- | --------- |
| Neil Robertson   | Noppon Saengkham  | 4 - 3     |
| Gerard Greene    | Daniel Wells      | 4 - 2     |
| Jimmy Robertson  | Ding Junhui       | 1 - 4     |
| Martin O'Donnell | Kyren Wilson      | 0 - 4     |
| Mark Selby       | Andy Lee          | 4 - 2     |
| Matthew Stevens  | Zhao Xintong      | 1 - 4     |
| Soheil Vahedi    | Jack Lisowski     | 4 - 0     |
| Anthony Hamilton | Ronnie O'Sullivan | 2 - 4     |
| Mark Williams    | Anthony McGill    | 1 - 4     |
| Stuart Bingham   | Yan Bingtao       | 3 - 4     |
| Luca Brecel      | Tian Pengfei      | 4 - 3     |
| Xiao Guodong     | John Higgins      | 2 - 4     |
| Mark Allen       | Dominic Dale      | 2 - 4     |
| Shaun Murphy     | Ben Woollaston    | 4 - 1     |
| Robert Milkins   | Stephen Maguire   | 3 - 4     |
| Igor Figueiredo  | Judd Trump        | 1 - 4     |

### Ottavi di finale
| Giocatore       | Giocatore         | Risultato |
| --------------- | ----------------- | --------- |
| Neil Robertson  | Gerard Greene     | 4 - 0     |
| Ding Junhui     | Kyren Wilson      | 2 - 4     |
| Mark Selby      | Zhao Xintong      | 4 - 3     |
| Soheil Vahedi   | Ronnie O'Sullivan | 0 - 4     |
| Anthony McGill  | Yan Bingtao       | 3 - 4     |
| Luca Brecel     | John Higgins      | 3 - 4     |
| Dominic Dale    | Shaun Murphy      | 1 - 4     |
| Stephen Maguire | Judd Trump        | 1 - 4     |

### Quarti di finale
| Giocatore      | Giocatore         | Risultato |
| -------------- | ----------------- | --------- |
| Neil Robertson | Kyren Wilson      | 0 - 5     |
| Mark Selby     | Ronnie O'Sullivan | 1 - 5     |
| Yan Bingtao    | John Higgins      | 5 - 2     |
| Shaun Murphy   | Judd Trump        | 5 - 3     |

### Semifinali
| Giocatore    | Giocatore         | Risultato |
| ------------ | ----------------- | --------- |
| Kyren Wilson | Ronnie O'Sullivan | 6 - 5     |
| Yan Bingtao  | Shaun Murphy      | 5 - 6     |

### Finale
| Motorpoint Arena, Cardiff, Galles, Regno Unito, 16 febbraio 2020 Arbitro: Colin Humphries | Motorpoint Arena, Cardiff, Galles, Regno Unito, 16 febbraio 2020 Arbitro: Colin Humphries | Motorpoint Arena, Cardiff, Galles, Regno Unito, 16 febbraio 2020 Arbitro: Colin Humphries |
| Kyren Wilson (8)                                                                          | 1 - 9                                                                                     | Shaun Murphy (10)                                                                         |
| ----------------------------------------------------------------------------------------- | ----------------------------------------------------------------------------------------- | ----------------------------------------------------------------------------------------- |
| PRIMA SESSIONE: 0-1 0-2 0-3 0-4 0-5 0-6 1-6 1-7 (1-7) SECONDA SESSIONE: 1-8 1-9 (0-2)     |                                                                                           |                                                                                           |
| MIGLIOR BREAK: 64 CENTURY BREAKS: 0                                                       |                                                                                           | MIGLIOR BREAK: 134 CENTURY BREAKS: 3                                                      |
| Shaun Murphy vince il Welsh Open 2020                                                     |                                                                                           |                                                                                           |

### Century Breaks (77)
| N° | Giocatore         | Century Breaks | Miglior Break |
| -- | ----------------- | -------------- | ------------- |
| 1  | Shaun Murphy      | 7              | 134           |
| =  | Judd Trump        | 7              | 132           |
| 2  | Ronnie O'Sullivan | 5              | 142           |
| 3  | Neil Robertson    | 4              | 135           |
| =  | John Higgins      | 4              | 116           |
| 4  | Kyren Wilson      | 3              | 147 (£5.000)  |
| =  | Matthew Stevens   | 3              | 139           |
| =  | Yan Bingtao       | 3              | 125           |
| 5  | Zhao Xintong      | 2              | 142           |
| =  | Mark Selby        | 2              | 138           |
| =  | Stephen Maguire   | 2              | 136           |
| =  | Luca Brecel       | 2              | 128           |
| =  | Barry Hawkins     | 2              | 127           |
| =  | Chen Feilong      | 2              | 126           |
| =  | Anthony McGill    | 2              | 120           |
| =  | Ding Junhui       | 2              | 116           |
| =  | Mark Allen        | 2              | 114           |
| =  | Stuart Bingham    | 2              | 110           |
| 6  | Lyu Haotian       | 1              | 141           |
| =  | Si Jiahui         | 1              | 140           |
| =  | Igor Figueiredo   | 1              | 140           |
| =  | Mitchell Mann     | 1              | 135           |
| =  | Luo Honghao       | 1              | 135           |
| =  | Robert Milkins    | 1              | 133           |
| =  | Ryan Day          | 1              | 132           |
| =  | Liam Highfield    | 1              | 130           |
| =  | David Grace       | 1              | 129           |
| =  | Ricky Walden      | 1              | 127           |
| =  | Dominic Dale      | 1              | 123           |
| =  | Robbie Williams   | 1              | 117           |
| =  | Liang Wenbó       | 1              | 116           |
| =  | Jimmy Robertson   | 1              | 109           |
| =  | Jack Lisowski     | 1              | 108           |
| =  | Tian Pengfei      | 1              | 108           |
| =  | Stuart Carrington | 1              | 105           |
| =  | Andy Lee          | 1              | 104           |
| =  | Xiao Guodong      | 1              | 101           |
| =  | Elliot Slessor    | 1              | 100           |
| =  | Gerard Greene     | 1              | 100           |

### Break Massimi da 147 (1)
| N° | Giocatore    | Avversario   | Turno                         |
| -- | ------------ | ------------ | ----------------------------- |
| 1  | Kyren Wilson | Jackson Page | Sessantaquattresimi di finale |